# Valin
Valin (også Val eller V) er en α-aminosyre, der findes i næsten alle proteiner. Den findes i to isomerer, en L- og en D-form, hvoraf det kun er L-formen der findes naturligt. Valin er en af de essentielle aminosyrer og skal tilføres via kosten. Gode valinkilder er hytteost, fisk, fjerkræ, jordnødder, sesamfrø og linser.
Valins sidekæde er β-forgrenet. Den har ingen nettoladning, da dens sidekæde er neutral.
I sickle-celle anæmi (segl-celle anæmi) er den hydrofile aminosyre glutaminsyre i hæmoglobin blevet erstattet med den hydrofobe valin. Dette betyder at hæmoglobinmolekylet ikke folder rigtigt, og derfor ikke fungerer.